# Schmalenberg
Schmalenberg ist eine Ortsgemeinde im Landkreis Südwestpfalz in Rheinland-Pfalz. Sie gehört der Verbandsgemeinde Waldfischbach-Burgalben an, innerhalb derer sie gemessen an der Einwohnerzahl die drittkleinste Ortsgemeinde darstellt.

## Geographie

### Lage
Schmalenberg liegt im Pfälzischen Holzland im Naturpark Pfälzerwald im Norden des Landkreises Südwestpfalz; unmittelbar nördlich schließt sich bereits der Landkreis Kaiserslautern an. Nachbargemeinden sind – im Uhrzeigersinn – im Nordosten Trippstadt, südwestlich Heltersberg und Geiselberg sowie im Nordwesten Schopp.
Der größte Teil der Gemarkung ist von forstwirtschaftlich genutzten Mischwäldern bedeckt. Zu Schmalenberg gehört auch der Wohnplatz Hirschalbermühle.

### Erhebungen und Gewässer
Schmalenberg ist ein auf einem Bergrücken gelegener Höhenort. Im Nordosten erhebt sich die 424,1 Meter hohe Wolfskaut und im Südosten der 451,7 Meter hohe Vogelskopf. Südwestlich der Bebauung verläuft die Hirschalbe für kurze Zeit über das Gemeindegebiet. Der Nordosten der Gemarkung reicht fast bis an die Moosalbe.

## Geschichte
Der Ort entstand als sogenannte „Rodungsinsel“. Im Mittelalter unterstand er dem Kloster Hornbach. Erstmals urkundlich erwähnt wurde er im sogenannten 'Weistum von Fischbach' von 1369, in dem ein Schöffe und ein Zeuge aus 'Smalenberg' genannt werden.
Mit der Säkularisation des Klosters im Jahr 1557 kam Schmalenberg an das Kurfürstentum Pfalz, bei dem die Gemeinde bis Ende des 18. Jahrhunderts verblieb und dessen weiteres Schicksal sie teilte.
Eine heftige Zäsur brachte der Dreißigjährige Krieg. Der Ort verlor fast 90 Prozent seiner Einwohner. Waren in einem Schatzungsbuch von 1592 noch 33 Familien gelistet, so waren es 1657 (neun Jahre nach Ende des Kriegs) nur noch 5 Familien. Und damit ging es dem Ort noch relativ gut, denn andere Holzlandgemeinden wie Waldfischbach oder Schopp waren nach dem Krieg völlig entvölkert.
Von 1798 bis 1814, als die Pfalz Teil der Französischen Republik (bis 1804) und anschließend Teil des Napoleonischen Kaiserreichs war, war Schmalenberg in den Kanton Waldfischbach im Departement Donnersberg eingegliedert und unterstand der Mairie Waldfischbach. 1815 wurde der Ort zunächst Österreich zugeschlagen. Ein Jahr später wechselte die Gemeinde in das Königreich Bayern und war dort Teil des Rheinkreis. Von 1818 bis 1862 war der Ort Bestandteil des Landkommissariats Pirmasens, das anschließend in ein Bezirksamt umgewandelt wurde.
1939 wurde Schmalenberg in den Landkreis Pirmasens (ab 1997 Landkreis Südwestpfalz) eingegliedert. Nach dem Zweiten Weltkrieg wurde die Gemeinde innerhalb der französischen Besatzungszone Teil des damals neu gebildeten Landes Rheinland-Pfalz und des Regierungsbezirks Pfalz. Im Zuge der ersten rheinland-pfälzischen Verwaltungsreform wurde die Gemeinde 1972 der neugeschaffenen Verbandsgemeinde Waldfischbach-Burgalben zugeordnet.
1981 wurde Schmalenberg Landessieger im Wettbewerb Unser Dorf soll schöner werden und erhielt auf Bundesebene die Bronzemedaille.

## Einwohner

### Bevölkerungsentwicklung
Die Entwicklung der Einwohnerzahl von Schmalenberg, die Werte von 1871 bis 1987 beruhen auf Volkszählungen:
| Jahr | Einwohner |
| ---- | --------- |
| 1815 | 370       |
| 1835 | 516       |
| 1871 | 546       |
| 1905 | 593       |
| 1939 | 580       |
| 1950 | 598       |
| 1961 | 651       |

| Jahr | Einwohner |
| ---- | --------- |
| 1970 | 687       |
| 1987 | 627       |
| 1997 | 663       |
| 2005 | 801       |
| 2011 | 775       |
| 2017 | 778       |
| 2023 | 763       |

### Religion
2013 waren 55,9 Prozent der Einwohner evangelisch und 22,0 Prozent katholisch. 0,8 Prozent gehörten einer anderen Religionsgemeinschaft an. 21,3 Prozent gaben an, keiner Religionsgemeinschaft anzugehören. Vor Ort existiert ein Friedhof, auf dem einst ebenso die Verstorbenen des Nachbarortes Schopp beigesetzt wurden, ehe dieser während der ersten Hälfte des 19. Jahrhunderts einen eigenen Friedhof anlegte.

## Politik

### Gemeinderat
Der Gemeinderat in Schmalenberg besteht aus zwölf Ratsmitgliedern, die bei der Kommunalwahl am 9. Juni 2024 in einer personalisierten Verhältniswahl gewählt wurden, und dem ehrenamtlichen Ortsbürgermeister als Vorsitzendem.
Die Sitzverteilung im Gemeinderat:
| Wahl | CDU               | WGR1 *            | WGR2              | Gesamt   |
| ---- | ----------------- | ----------------- | ----------------- | -------- |
| 2024 | 3                 | 9                 | -                 | 12 Sitze |
| 2019 | 3                 | 9                 | -                 | 12 Sitze |
| 2014 | 2                 | 8                 | 2                 | 12 Sitze |
| 2009 | 3                 | 9                 | -                 | 12 Sitze |
| 2004 | per Mehrheitswahl | per Mehrheitswahl | per Mehrheitswahl | 12 Sitze |

### Bürgermeister
Peter Seibert (WG Seibert) wurde 2014 Ortsbürgermeister von Schmalenberg. Bei der Direktwahl am 26. Mai 2019 wurde er mit einem Stimmenanteil von 79,96 % und am 9. Juni 2024 als einziger Bewerber mit 83,2 % jeweils für weitere fünf Jahre in seinem Amt bestätigt.
Seiberts Vorgänger Heinz Dechert hatte das Amt 22 Jahre ausgeübt.

### Wappen
| Wappen von Schmalenberg | Blasonierung: „In Schwarz eine eingepfropfte goldene Spitze, darin eine schwarze Kirchturmanlage, oben rechts eine goldene Eiche, oben links ein rotbewehrter und -bezungter goldener Löwe.“ |
| Wappen von Schmalenberg | Wappenbegründung: Der Pfälzer Löwe erinnert an die frühere Zugehörigkeit zur Kurpfalz. Es wurde 1980 von der Bezirksregierung Neustadt genehmigt.                                            |

## Kultur und Sehenswürdigkeiten

### Kulturdenkmäler

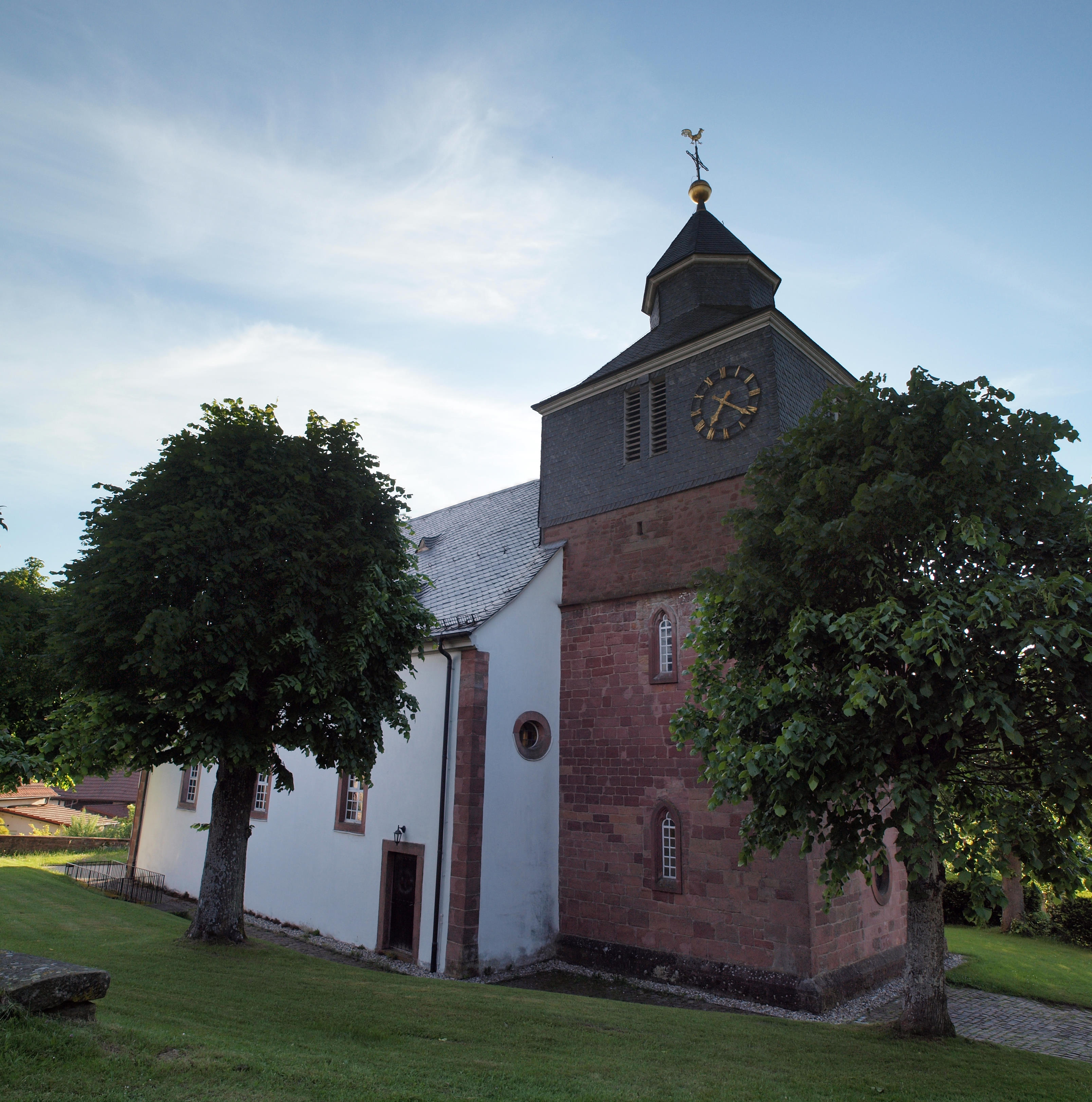
Protestantische Kirche

Vor Ort befinden sich insgesamt elf Objekte, die unter Denkmalschutz stehen, darunter die protestantische Kirche. In ihr hat sich ein Zeugnis aus der ersten Besiedlung erhalten. Es wird vermutet, dass das Erdgeschoss des Turms aus dem 12. Jahrhundert stammt und ursprünglich eine Kapelle war. Es ist vermutlich das einzige noch erhaltene Gebäude im gesamten Holzland aus dieser Zeit. Heute befindet sich hier der Altarraum der Kirche. Das heutige Kirchenschiff stammt aus dem Jahr 1769, die aktuelle Form des Innenraums entstand im Jahr 1837.
Direkt neben der Kirche befindet sich ein Gefallenendenkmal.

### Natur
Mit einem Tulpenbaum und einer Linde existieren vor Ort insgesamt zwei Naturdenkmale.

## Wirtschaft und Infrastruktur

### Wirtschaft
Aufgrund der geographischen Gegebenheiten dominierte vor Ort jahrhundertelang die Forst- und Holzwirtschaft. Die in Ludwigswinkel ansässige Daniel-Theysohn-Stiftung unterstützt in Schmalenberg Jugendliche bei ihrer Ausbildung. An der Hirschalbermühle befindet sich zudem eine Forellenzuchtanstalt. Nach dem Zweiten Weltkrieg war der Ort Bestandteil der inzwischen aufgelösten Pirmasens Military Community.

### Verkehr
Der Ort ist über untergeordnete Straßen zu erreichen. Im äußersten Süden der Gemarkung verläuft die  Landesstraße 499, die von Frankeneck nach Waldfischbach-Burgalben führt. Von dieser zweigt die Kreisstraße 29 ab, die den östlichen Siedlungsrand streift und nach Schopp führt. Die Kreisstraße 30 verläuft mitten durch das Siedlungsgebiet und verbindet die Gemeinde mit Heltersberg sowie Trippstadt. Über die je 10 Kilometer entfernten A 62 und A 6 besteht Anschluss an den Fernverkehr.
Der nächstgelegene Bahnanschluss ist der sieben Kilometer entfernte Bahnhof Schopp an der Biebermühlbahn, der nächste Anschluss an den internationalen Fernverkehr besteht am Hauptbahnhof Kaiserslautern an der Bahnstrecke Mannheim–Saarbrücken–Paris.

## Persönlichkeiten

### Ehrenbürger
- Heinz Dechert, Altbürgermeister und seit 2014 Ehrenbürger[12]

### In Schmalenberg geboren
- August Köhler (1835–1897), evangelischer Theologe und Rektor der Universität Erlangen